# Koichi Miyake
Koichi Miyake (jap. 三宅鑛 Miyake Koichi; ur. 24 marca 1876 w Tokio, zm. 6 lipca 1954 tamże) – japoński lekarz psychiatra i neuropatolog.

## Życiorys
Urodził się 24 marca 1876 roku w Tokio jako syn Hiizu Miyake, profesora patologii na Uniwersytecie Tokijskim. Koichi Miyake miał pięć sióstr. Uczęszczał do szkoły medycznej Uniwersytetu Tokijskiego i ukończył ją w 1901 roku. W 1905 roku został wysłany do Europy na dalszą naukę neuropsychiatrii, głównie w Wiedniu. Uczył się obok Economo i Marburga u Obersteinera, uczęszczał na wykłady Wagnera von Jauregga i Sigmunda Freuda, a w Monachium na wykłady Emila Kraepelina. W 1906 roku, pracując w laboratorium Obersteinera, prowadził badania nad blaszkami starczymi w mózgowiu zmarłych pacjentów z otepieniem.
W 1909 roku otrzymał tytuł doktora nauk medycznych na Uniwersytecie Tokijskim. W 1909 roku został asystentem, a w 1925 roku profesorem psychiatrii. Od tego samego roku kierował Szpitalem Psychiatrycznym Matsuzawa w Tokio. W 1936 roku założył Instytut Badań Mózgu, którym kierował przez następne lata. Był redaktorem naczelnym „Psychiatria et Neurologia Japonica”. Członek korespondent Royal College of Psychiatrists od 1930 roku.